# Jeugd en Muziek
Jeugd en Muziek is een educatief, cultureel programma in Nederland en Vlaanderen dat jongeren wil aanmoedigen tot het actief en passief beoefenen van muziek.
Na het einde van de Tweede Wereldoorlog besloten Marcel Cuvelier en René Nicoly de handen ineen te slaan en een Internationale Federatie van muzikale jeugdbewegingen in het leven te roepen. Deze werd een feit tijdens het eerste Wereldcongres op 16 en 17 mei 1946 te Brussel.
Deze Internationale Federatie speelde een grote rol in het internationaal muziekleven en lag onder meer aan de basis van de oprichting van de Internationale Muziekraad van de Unesco te Parijs.